# Dao bu liu ren
Dao bu liu ren (chiń. 刀不留人) – hongkoński przygodowy film akcji z elementami sztuk walki z 1971 roku w reżyserii Wing-Cho Yip.
Film zarobił 730 864 dolarów hongkońskich w Hongkongu.

## Obsada
Źródło: Filmweb

- Man-Biao Bak
- Paul Chang
- Nan Chiang
- Kuan Chin
- Yi Feng
- Sammo Hung
- Eddy Ko
- Shan Kwan
- Lung Liang
- Yunzhong Li
- David Lo
- James Tien
- Patrick Tse
- Ming-tsai Wu
- Wei Yang
- Nora Miao – wojowniczka
- Jackie Chan – młody Ching Yun (niewymieniony w czołówce)